# Związek gmin St. Blasien
Związek gmin St. Blasien – związek gmin (niem. Gemeindeverwaltungsverband) w Niemczech, w kraju związkowym Badenia-Wirtembergia, w rejencji Fryburg, w regionie Hochrhein-Bodensee, w powiecie Waldshut. Siedziba związku znajduje się w mieście St. Blasien, przewodniczącym jego jest Johann Meier.
Związek zrzesza jedno miasto i sześć gmin:
- Bernau im Schwarzwald, 1 898 mieszkańców, 38,04 km²
- Dachsberg (Südschwarzwald), 1 403 mieszkańców, 35,60 km²
- Häusern, 1 248 mieszkańców, 8,88 km²
- Höchenschwand, 2 566 mieszkańców, 29,55 km²
- Ibach, 391 mieszkańców, 21,39 km²
- St. Blasien, miasto, 3 923 mieszkańców, 54,36 km²
- Todtmoos, 2 014 mieszkańców, 28,09 km²